# Усвятские Нивы
Усвятские Нивы — обезлюдевшая деревня в Усвятском районе Псковской области России. Входит в состав сельского поселения «Усвятская волость».

## География
Находится на юге региона, в западной части района,  в 5 км от государственной границей между Российской Федерации и Республикой Беларусь (Городокский район, Витебская область), в 3 км от райцентра и волостного центра — пгт Усвяты.
Уличная сеть не развита.

## История
В соответствии с Законом Псковской области от 28 февраля 2005 года № 420-ОЗ деревня Усвятские Нивы вошла в состав образованного муниципального образования Усвятская волость.

## Население
| 2002 |
| ---- |
| 0    |

## Инфраструктура
Личное подсобное хозяйство.

## Транспорт
Просёлочная дорога.